# David Coulthard
Pour les articles homonymes, voir Coulthard.
David Coulthard, né le 27 mars 1971 à Twynholm dans le Dumfries and Galloway, est un pilote automobile écossais qui a disputé le championnat du monde de Formule 1 de 1994 à 2008. Coulthard a disputé 246 Grands Prix et remporté 13 victoires.

## Biographie

### Débuts
Après plusieurs années de karting, David Coulthard commence sa carrière en 1989 dans le championnat britannique de Formule Ford. À l'issue de la saison, il se voit attribuer le Trophée McLaren Autosport Jeune pilote de l'année (trophée qui récompense le meilleur espoir britannique), et effectue son premier roulage en Formule 1, au volant de la McLaren-Honda. 
En 1990, Coulthard dispute le championnat de Formule Vauxhall Lotus mais sa saison est contrariée par un accident à Spa-Francorchamps dans lequel il se casse la jambe. Il connait plus de succès en 1991: deuxième du championnat britannique de Formule 3 derrière Rubens Barrichello, il remporte les Masters de Zandvoort et le Grand Prix de Macao, les deux épreuves internationales du calendrier.
À partir de 1992, Coulthard intègre le championnat international de Formule 3000. Neuvième du championnat en 1992, puis troisième en 1993, il attire l'œil de l'équipe Williams-Renault qui en fait son pilote essayeur dès la fin de l'année 1993. 
Entretemps, il participe aux 24 Heures du Mans avec les pilotes David Brabham et John Nielsen. Il pilote la Jaguar XJ220 C de l'écurie Tom Walkinshaw / Jaguar Racing. Il s'exprime : « Ce n’était pas l’auto la plus raffinée et je crois qu’elle n’avait même pas de boîte de vitesses synchronisée ; mais elle avait du couple avec le V6 turbo. Elle faisait deux mètres de large et quatre mètres de long, c’était un morceau ! Mais une fois qu’elle s’animait, elle pouvait atteindre plus de 300 km/h dans la ligne droite des Hunaudières ». En ayant réalisé une course sans encombre où seule une fuite de carburant est décelée, l'auto franchit la ligne d'arrivée en première position de la catégorie GT, après 306 tours couverts. Mais un système d'échappement non conforme disqualifie l'équipage. Préférant se concentrer sur des monoplaces plus rapides, son expérience dans la Sarthe en restera là,,,,.
Alors qu'il est sur le point de disputer une nouvelle saison en Formule 3000 en 1994, il est choisi par l'équipe Williams pour remplacer Ayrton Senna lorsque ce dernier trouve la mort à l'occasion du Grand Prix de Saint-Marin 1994. Coulthard n'était pas le premier choix de l'équipe, mais les autres pilotes contactés (Heinz-Harald Frentzen, Riccardo Patrese et Nigel Mansell) ont décliné l'offre.

### Premières saisons chez Williams

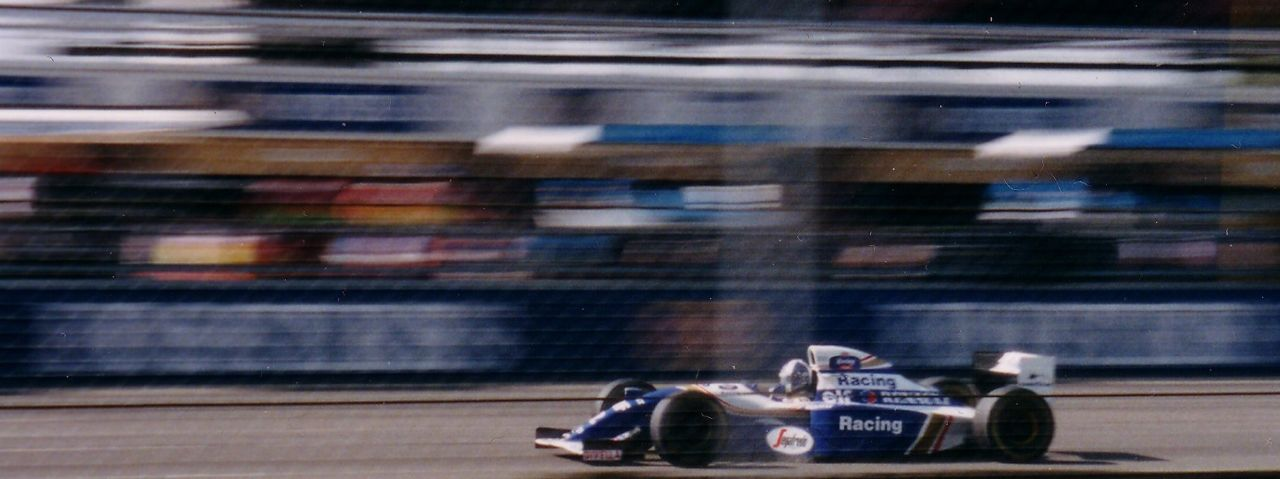
David Coulthard au Grand Prix de Grande-Bretagne en 1994.

David Coulthard fait ses débuts en Formule 1 lors du Grand Prix d'Espagne, le 29 mai 1994. Auteur d'une solide prestation avant d'abandonner sur ennui mécanique, il ne parvient pourtant pas à sécuriser son baquet jusqu'à la fin de la saison. Sous la pression de son partenaire motoriste Renault, Williams parvient en effet à faire revenir Nigel Mansell, alors exilé aux États-Unis dans le championnat CART, pour le Grand Prix de France au mois de juillet, puis pour les dernières courses de la saison. Mais entretemps, Coulthard a réalisé deux belles courses, en Italie et au Portugal (où il termine deuxième après avoir laissé son équipier Damon Hill le dépasser) qui lui permettent d'être engagé à temps plein chez Williams pour la saison 1995 et donc d'être préféré à Mansell. Preuve de l'intérêt porté à Coulthard, McLaren avait également essayé de le recruter et ce n'est qu'à la suite d'une procédure judiciaire que Williams eut le dernier mot, l'Écossais ayant signé un contrat dans chacune des deux équipes. 
En 1995, pour sa première saison complète en Formule 1, Coulthard montre en de nombreuses occasions sa belle pointe de vitesse et signe plusieurs pole positions. Mais son inconstance en course et de nombreuses erreurs (la plus notable intervenant lors du Grand Prix d'Australie à Adélaïde où il perd le contrôle de sa monoplace dans l'allée des stands avant de heurter le mur) lui coûte beaucoup de résultats. D'autre part, Williams s'intéresse déjà de près à Jacques Villeneuve, alors en plein succès en CART aux États-Unis, et le convie à une séance d'essais privés à Silverstone, en compagnie de Hill et Coulthard. Les temps au tour du Canadien sont très peu éloignés de ceux des deux titulaires, qui connaissent parfaitement la voiture et le circuit, à tel point que quelques jours après cette séance, Coulthard apprend que son contrat chez Williams ne sera pas renouvelé. Il décroche tout de même sa première victoire en F1 à l'occasion du Grand Prix du Portugal, et termine 3e du championnat.

### Neuf années chez McLaren-Mercedes

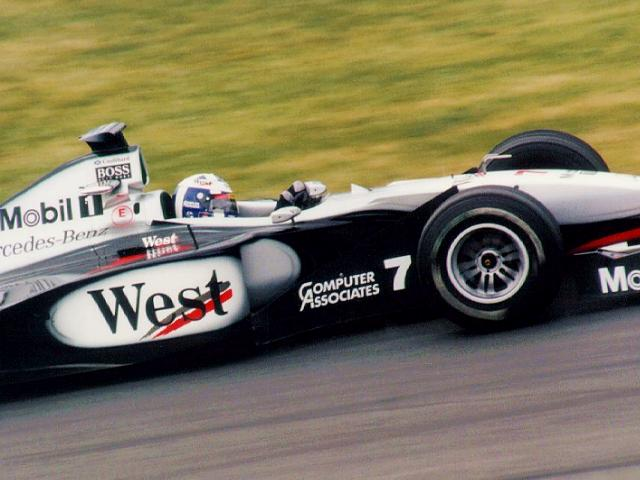
David Coulthard au volant de la McLaren MP4-13 lors du Grand Prix du Canada 1998.

Remplacé par Jacques Villeneuve pour la saison 1996, Coulthard signe finalement avec McLaren-Mercedes, qui avait déjà essayé de l'engager un an auparavant.  En 1996, au volant d'une voiture moins performante que la Williams, il termine septième du championnat avec deux podiums à la clé. Les choses commencent à s'améliorer en 1997, tandis que les McLaren bénéficient du moteur le plus puissant du plateau. Il remporte deux victoires (Australie et Italie) et termine troisième du championnat du monde (il était quatrième avant le déclassement de Michael Schumacher) . 
À partir de 1998, grâce notamment à l'arrivée de l'ingénieur britannique Adrian Newey, les McLaren-Mercedes s'affirment comme les voitures les plus performantes du plateau. Mais alors que son coéquipier Mika Häkkinen remporte 13 victoires et deux titres mondiaux en deux ans, Coulthard doit se contenter de trois victoires (Saint-Marin en 1998, puis Grande-Bretagne et Belgique en 1999), sans jamais pouvoir se glisser dans la lutte pour le titre mondial. Victime de plus de casses mécaniques qu'Häkkinen, Coulthard montre également ses limites en étant régulièrement dominé en performances pures par son équipier finlandais. Sans remettre en cause l'équité de matériel au sein de l'écurie anglo-allemande, Coulthard affirmera plus tard qu'Häkkinen bénéficiait d'une plus grande attention de la part de la direction de l'équipe et notamment de Ron Dennis.
En 2000, miraculeusement rescapé d'un crash d'avion survenu au printemps à l'aéroport de Lyon-Saint-Exupéry, Coulthard semble parti pour accomplir la meilleure saison de sa carrière puisqu'à mi-championnat, il compte déjà trois victoires (Grande-Bretagne Monaco et France), seulement quelques points de retard sur le leader du classement général Michael Schumacher, et a enfin pris l'ascendant en interne sur Häkkinen. Mais le championnat bascule à ce moment-là. Häkkinen reprend la main chez McLaren, revient dans la lutte pour le titre, et Coulthard termine la saison de manière plus discrète (impliqué dans le carambolage de Monza, pénalisé à Indianapolis où il ne termine que 5e) et doit se contenter d'une nouvelle 3e place au championnat. En 2001, Coulthard prend enfin la mesure de Häkkinen, qui est sur le point de mettre un terme à sa carrière en Formule 1, mais compte tenu de la baisse de forme de McLaren, n'est pas en mesure de lutter avec Schumacher au championnat. Il termine néanmoins vice-champion du monde (en ayant remporté les Grands Prix du Brésil et d'Autriche), le meilleur résultat de sa carrière. 
En 2002, la baisse de forme des McLaren se poursuit, et Coulthard doit se contenter d'une seule victoire, au Grand Prix de Monaco. Il est également victime de la montée en puissance de son nouvel équipier finlandais Kimi Räikkönen qui, au fil de la saison, prend progressivement l'ascendant sur lui. Une tendance qui se confirme en 2003, année de la dernière victoire de Coulthard (au Grand Prix Australie), puis en 2004, saison catastrophique au cours de laquelle, pour la première fois de sa carrière, il ne monte pas une seule fois sur le podium.

### Le défi Red Bull

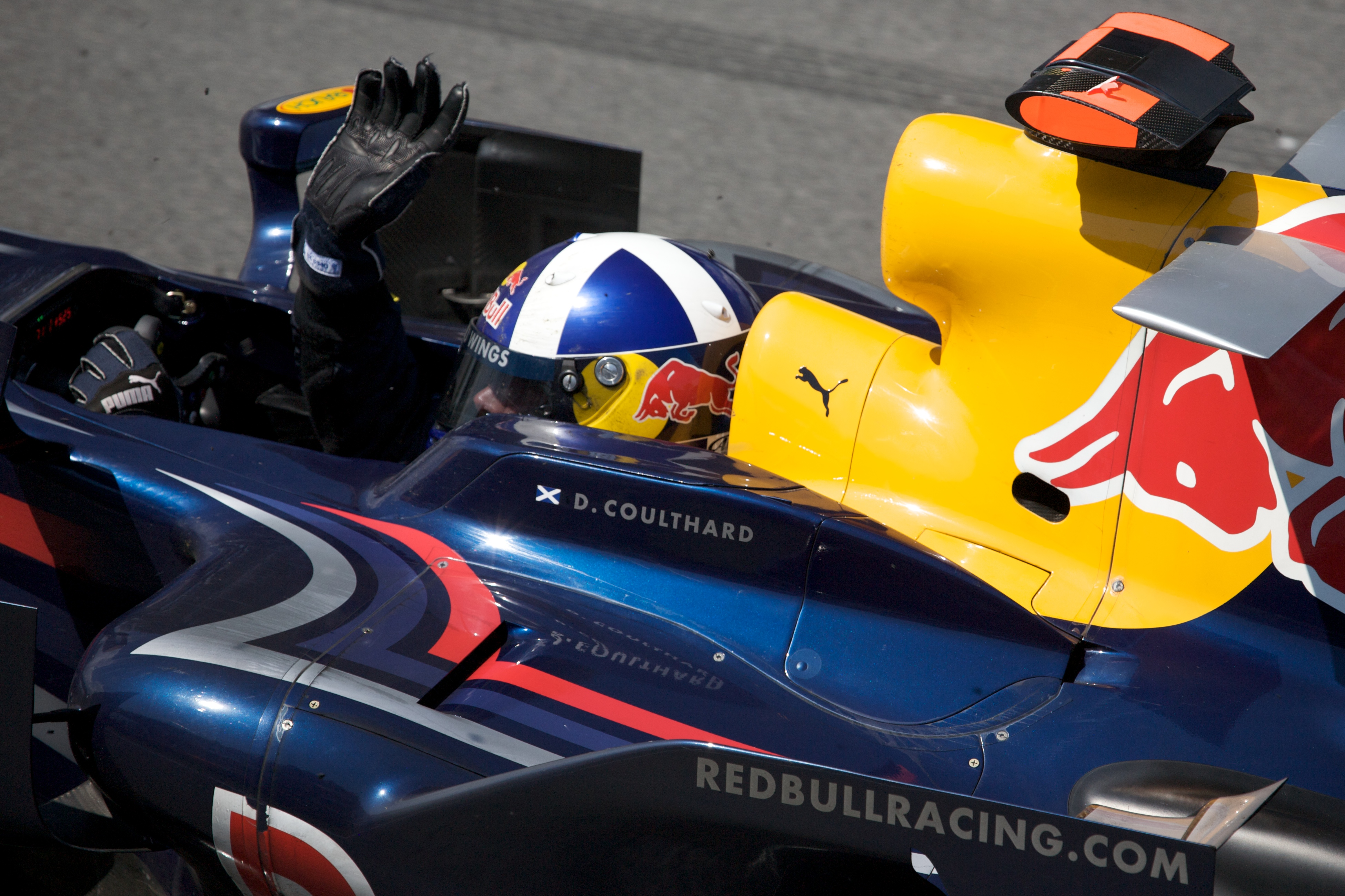
Coulthard lors du Grand Prix du Canada 2008.

Remplacé à l'issue de la saison 2004 par le Colombien Juan Pablo Montoya, Coulthard semble condamné à un départ forcé à la retraite, faute de volant. Il trouve finalement refuge dans la nouvelle écurie Red Bull Racing, mais pour un contrat d'une seule saison, preuve que les dirigeants de l'équipe anglo-autrichienne émettent des doutes sur le niveau de motivation et de compétitivité du pilote écossais. Coulthard réussit rapidement à convaincre les sceptiques de son talent intact. Régulièrement plus rapide que son jeune équipier Christian Klien, il inscrit également de précieux points. Il renouvelle son contrat pour la saison 2006, l'occasion pour lui de renouer avec le podium, à l'occasion du GP de Monaco, qu'il termine en troisième position. Petite facétie orchestrée par le service de communication de l'écurie, c'est vêtu d'une cape rouge de Superman (film dont Red Bull faisait la promotion lors du week-end monégasque) qu'il reçoit son trophée. 
Toujours chez Red Bull en 2007, où il fait équipe avec l'Australien Mark Webber qu'il bat aux points au championnat du monde, Coulthard annonce la prolongation de son contrat pour la saison 2008 à l'occasion du Grand Prix de Grande-Bretagne. Hormis une troisième place au Canada, sa saison s'avère très difficile puisqu'il est nettement dominé en performances par Webber et est également victime de plusieurs accidents et accrochages. Comme annoncé dès le début de l'été, il met un terme à sa carrière de pilote de Grand Prix en fin de saison. Il reste néanmoins chez Red Bull en qualité de conseiller ainsi que pour entourer les jeunes pilotes du programme de formation de la marque autrichienne et pourrait participer à des séances d'essais privés. Il rejoint également l'équipe de commentateurs de Grand Prix de la BBC.

### Engagement en DTM
En 2010, il rejoint le championnat DTM, pour le compte de l'écurie Mercedes, comme l'avait fait cinq ans avant lui son équipier Mika Häkkinen. Pour sa première saison, avec la machine de la saison 2008, il doit attendre la dernière épreuve du championnat, sur le circuit de Shanghai, pour marquer le point  de la huitième place, en réalisant par ailleurs le meilleur tour en course.

### Champion des champions
En 2014, il remporte la Race of Champions au Bushy Park Circuit de la Barbade.

## Divers
- Le 2 mai 2000, le Learjet qu'il avait loué à son ami David Murray, a des problèmes de moteur alors qu'il se dirige vers l'aéroport international de Nice-Côte d'Azur et s'écrase alors qu'il tentait d'atterrir d'urgence à l'aéroport Lyon-Satolas, à Lyon. Coulthard, sa petite amie d'alors, le mannequin américain Heidi Wichlinski, et son entraîneur personnel et garde du corps, Andy Matthews, survivent. Le pilote personnel de Murray, David Saunders, et son copilote, Dan Worley, meurent[10]. Coulthard et Wichlinski mettent fin à leur relation avant le début de la saison 2001[11].
- Il est désormais séparé de Karen Minier, une ancienne mannequin belge qui interviewait les pilotes pour TF1 lors des saisons 2003 et 2004. Le 21 novembre 2008 est né leur premier enfant, un garçon prénommé Dayton.
- Lors du Grand Prix de Monaco 1996, Coulthard se plaignait de problèmes de visibilité avec son casque et demanda à Michael Schumacher de lui en prêter un, ce qui porta à confusion plusieurs journalistes.

## Parcours hors F1

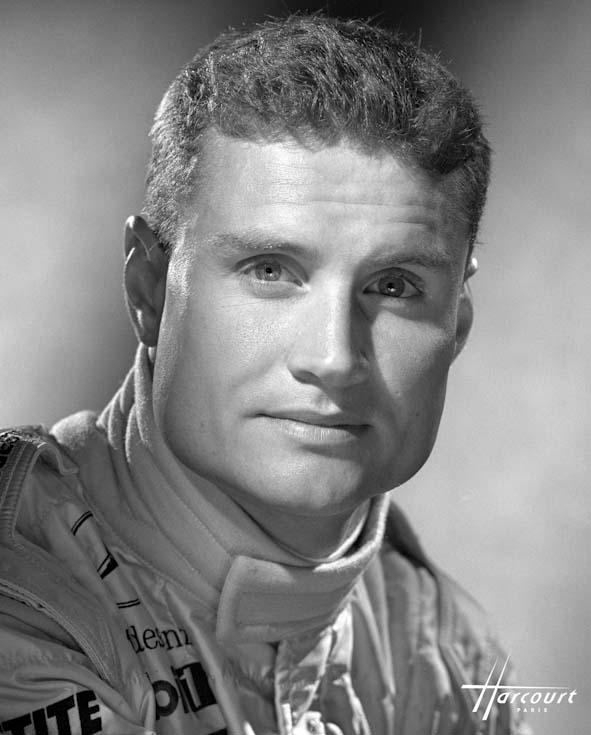
David Coulthard en 1999 (photo studio Harcourt).

- 1983 Karting Junior, Écosse, Champion
- 1984 Karting Junior, Écosse, Champion
- 1985 Karting Junior, Écosse, Champion
- 1986 Karting Open, Écosse, Champion
- 1987 Karting Open, Écosse, Champion
- 1988 Karting Open, Écosse, Champion
- 1989 Formule Ford 1600 Britannique, Champion
- 1990 Formule Vauxhall Lotus Series Britannique, 4e
- 1991 Formule 3 Britannique, Vice-champion
- 1992 Championnat Européen F3000, 9e
- 1993 Championnat Européen F3000, 3e
- 1994 Championnat Européen F3000, 9e (1 course disputée)
- 2010 DTM, 16e (1 meilleur tour en course)
- 2011 DTM, 16e
- 2012 DTM, 15e

## Résultats en championnat du monde de Formule 1

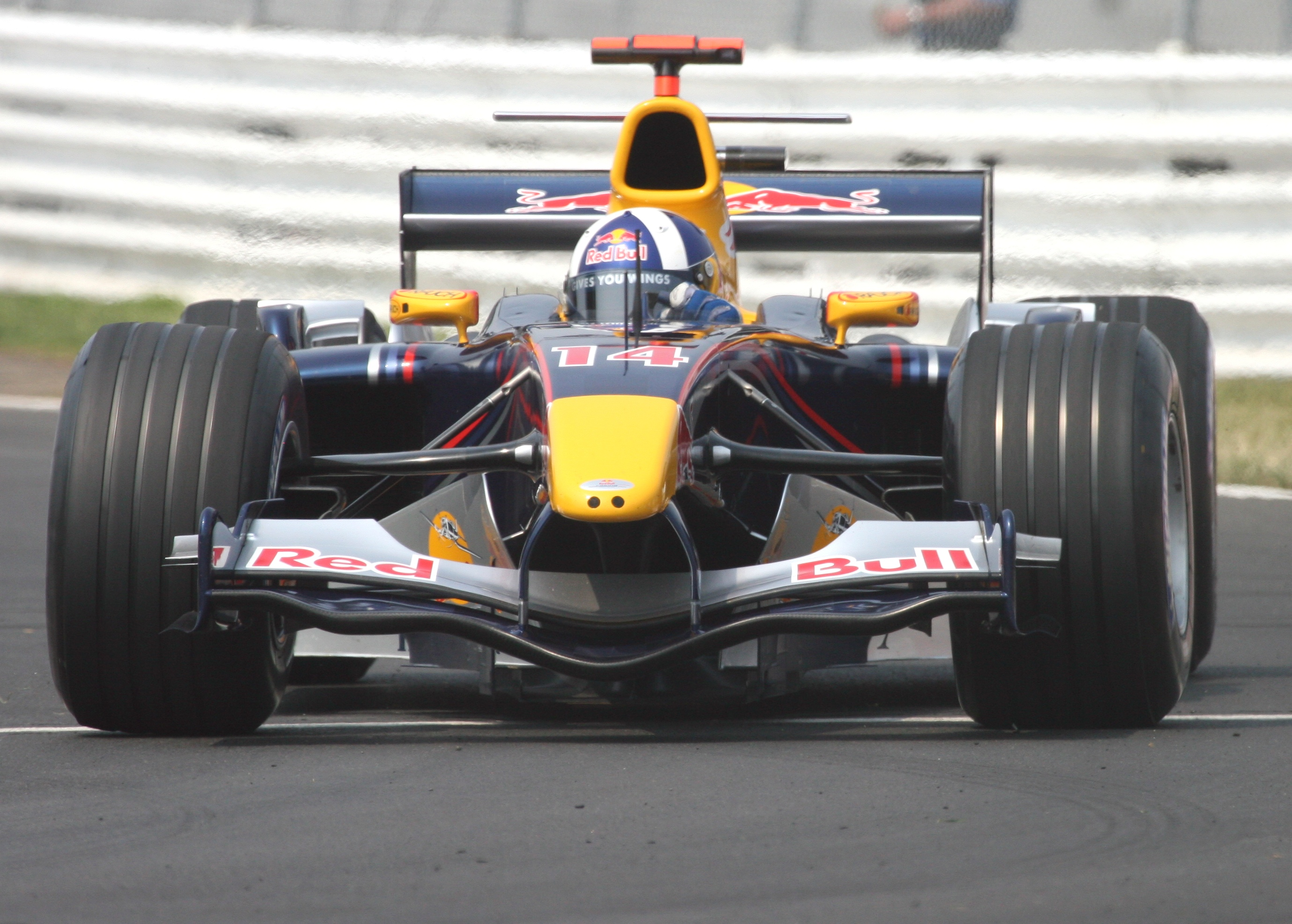
Coulthard lors du Grand Prix du Canada 2005.

- Débuts en F1 : 1994, lors du Grand Prix d'Espagne, sur le circuit de Catalogne, le 29 mai 1994 - (Résultat : Abandon)
- Première victoire : 1995 — Grand Prix du Portugal, sur le circuit d'Estoril, le 24 septembre 1995
- Première pole position : 1995 — Grand Prix d'Argentine, sur le circuit de Buenos Aires, le 9 avril 1995

| Saison | Écurie                    | Châssis        | Moteur       | Pneus       | GP disputés | Pole position | Victoires | Records du tour | Podiums | Abandons | Points inscrits | Classement |
| ------ | ------------------------- | -------------- | ------------ | ----------- | ----------- | ------------- | --------- | --------------- | ------- | -------- | --------------- | ---------- |
| 1994   | Rothmans Williams Renault | FW16 FW16B     | Renault V10  | Goodyear    | 8           | 0             | 0         | 2               | 1       | 4        | 14              | 8e         |
| 1995   | Rothmans Williams Renault | FW17 FW17B     | Renault V10  | Goodyear    | 17          | 5             | 1         | 2               | 8       | 8        | 49              | 3e         |
| 1996   | Marlboro McLaren Mercedes | MP4/11 MP4/11B | Mercedes V10 | Goodyear    | 16          | 0             | 0         | 0               | 2       | 7        | 18              | 7e         |
| 1997   | West McLaren Mercedes     | MP4-12         | Mercedes V10 | Goodyear    | 17          | 0             | 2         | 1               | 4       | 8        | 36              | 3e         |
| 1998   | West McLaren Mercedes     | MP4-13         | Mercedes V10 | Bridgestone | 16          | 3             | 1         | 3               | 9       | 4        | 56              | 3e         |
| 1999   | West McLaren Mercedes     | MP4-14         | Mercedes V10 | Bridgestone | 16          | 0             | 2         | 3               | 6       | 7        | 48              | 4e         |
| 2000   | West McLaren Mercedes     | MP4-15         | Mercedes V10 | Bridgestone | 17          | 2             | 3         | 3               | 11      | 3        | 73              | 3e         |
| 2001   | West McLaren Mercedes     | MP4-16         | Mercedes V10 | Bridgestone | 17          | 2             | 2         | 3               | 10      | 4        | 65              | 2e         |
| 2002   | West McLaren Mercedes     | MP4-17         | Mercedes V10 | Michelin    | 17          | 0             | 1         | 1               | 6       | 4        | 41              | 5e         |
| 2003   | West McLaren Mercedes     | MP4-17D        | Mercedes V10 | Michelin    | 16          | 0             | 1         | 0               | 3       | 6        | 51              | 7e         |
| 2004   | West McLaren Mercedes     | MP4-19 MP4-19B | Mercedes V10 | Michelin    | 18          | 0             | 0         | 0               | 0       | 4        | 24              | 9e         |
| 2005   | Red Bull Racing           | RB1            | Cosworth V10 | Michelin    | 19          | 0             | 0         | 0               | 0       | 5        | 24              | 12e        |
| 2006   | Red Bull Racing           | RB2            | Ferrari V8   | Michelin    | 18          | 0             | 0         | 0               | 1       | 5        | 14              | 13e        |
| 2007   | Red Bull Racing           | RB3            | Renault V8   | Bridgestone | 17          | 0             | 0         | 0               | 0       | 7        | 14              | 10e        |
| 2008   | Red Bull Racing           | RB4            | Renault V8   | Bridgestone | 18          | 0             | 0         | 0               | 1       | 5        | 8               | 16e        |

### Victoires en Grand Prix
| #  | Année | Manche | Grand Prix      | Circuit           | Écurie           | Voiture |
| -- | ----- | ------ | --------------- | ----------------- | ---------------- | ------- |
| 1  | 1995  | 13/17  | Portugal        | Estoril           | Williams-Renault | FW17    |
| 2  | 1997  | 01/17  | Australie       | Melbourne         | McLaren-Mercedes | MP4-12  |
| 3  | 1997  | 13/17  | Italie          | Monza             | McLaren-Mercedes | MP4-12  |
| 4  | 1998  | 04/16  | Saint-Marin     | Imola             | McLaren-Mercedes | MP4-13  |
| 5  | 1999  | 08/16  | Grande-Bretagne | Silverstone       | McLaren-Mercedes | MP4-14  |
| 6  | 1999  | 12/16  | Belgique        | Spa-Francorchamps | McLaren-Mercedes | MP4-14  |
| 7  | 2000  | 04/17  | Grande-Bretagne | Silverstone       | McLaren-Mercedes | MP4-15  |
| 8  | 2000  | 07/17  | Monaco          | Monaco            | McLaren-Mercedes | MP4-15  |
| 9  | 2000  | 09/17  | France          | Magny-Cours       | McLaren-Mercedes | MP4-15  |
| 10 | 2001  | 03/17  | Brésil          | Interlagos        | McLaren-Mercedes | MP4-16  |
| 11 | 2001  | 06/17  | Autriche        | A1-Ring           | McLaren-Mercedes | MP4-16  |
| 12 | 2002  | 07/17  | Monaco          | Monaco            | McLaren-Mercedes | MP4-17  |
| 13 | 2003  | 01/16  | Australie       | Melbourne         | McLaren-Mercedes | MP4-17D |

## Résultats aux 24 heures du Mans
| Année | Voiture        | Équipe            | Équipiers                    | Résultat             |
| ----- | -------------- | ----------------- | ---------------------------- | -------------------- |
| 1993  | Jaguar XJ220 C | TWR Jaguar Racing | David Brabham / John Nielsen | 15e puis disqualifié |

## Résultats en DTM
| Année | Voiture                    | Équipe           | Courses disputés | Victoires | Pole positions | Podiums | Records du tour | Points inscrits | Classement |
| ----- | -------------------------- | ---------------- | ---------------- | --------- | -------------- | ------- | --------------- | --------------- | ---------- |
| 2010  | AMG-Mercedes C-Klasse 2008 | Mücke Motorsport | 11               | 0         | 0              | 0       | 1               | 1               | 16e        |
| 2011  | AMG-Mercedes C-Klasse 2008 | Mücke Motorsport | 10               | 0         | 0              | 0       | 1               | 1               | 16e        |
| 2012  | DTM AMG Mercedes C-Coupé   | Mücke Motorsport | 5                | 0         | 0              | 0       | 0               | 14              | 15e        |